# Protexarnis obsoletipicta
Protexarnis obsoletipicta är en fjärilsart som beskrevs av Embrik Strand 1921. Protexarnis obsoletipicta ingår i släktet Protexarnis och familjen nattflyn. Inga underarter finns listade i Catalogue of Life.